# Министры иностранных дел России
Список руководителей внешнеполитических ведомств России и СССР с 1549 года по настоящее время.
8 Народный комиссариат по иностранным делам РСФСР (Союзная республика)
| Имя | Полномочия       | Полномочия                    | Действующий лидер государства                                                                      |  |
| Имя | Начало           | Окончание                     | Действующий лидер государства                                                                      |  |
| --- | ---------------- | ----------------------------- | -------------------------------------------------------------------------------------------------- |  |
| Посольский приказ |                  |                               | |  |
| Иван Висковатов (Висковатый) | 2 января 1549    | 2 августа 1562 / 25 июля 1570 | Иван IV                                                                                            |  |
| Андрей Васильевич Безсонов | сентябрь 1562    | 25 июля 1570                  | Иван IV                                                                                            |  |
| Андрей Щелкалов большой дьяк Ближней думы                                                                                       | ноябрь 1570      | 17 июня 1594                  | Иван IV, Фёдор I Иоаннович, Борис Годунов                                                          |  |
| Роман Олферьев-Безнин второй печатник                                                                                           | 1572             | 1582                          | Иван IV                                                                                            |  |
| Василий Щелкалов | 30 июня 1594     | май 1601                      | Фёдор I Иоаннович, Борис Годунов                                                                   |  |
| Афанасий Власьев | май 1601         | 8 мая 1605                    | Борис Годунов, Фёдор II Годунов                                                                    |  |
| Афанасий Власьев с июля 1605 г. — великий секретарь и подскарбий надворный                                                      | 8 мая 1605       | июнь 1606                     | Лжедмитрий I                                                                                       |  |
| Иван Грамотин | август 1605      | 14 февраля 1606               | Лжедмитрий I                                                                                       |  |
| Петр Третьяков руководитель внешней политики Лжедмитрия II                                                                      | 25 июня 1608     | август 1610                   | Василий Шуйский                                                                                    |  |
| Василий Телепнев руководитель внешней политики Шуйского                                                                         | август 1610      | март 1611                     | Василий Шуйский, Лжедмитрий II                                                                     |  |
| Иван Грамотин | 20 ноября 1611   | сентябрь 1612                 | Лжедмитрий II                                                                                      |  |
| Фёдор Андросов и. о. начальника Посольского приказа                                                                             | сентябрь 1612    | июнь 1613                     | Лжедмитрий II                                                                                      |  |
| Петр Третьяков первый глава Посольского приказа при Романовых.                                                                  | июнь 1613        | 16 мая 1618                   | Михаил Фёдорович                                                                                   |  |
| Иван Грамотин | май 1618         | 21 декабря1626                | Михаил Фёдорович                                                                                   |  |
| Ефим Телепнев | 22 декабря 1626  | 30 июля1630                   | Михаил Фёдорович                                                                                   |  |
| Федор Лихачев | 21 сентября 1630 | 25 декабря1631                | Михаил Фёдорович                                                                                   |  |
| Иван Грязев | 1 октября 1632   | 17 апреля1634                 | Михаил Фёдорович                                                                                   |  |
| Иван Грамотин | 19 мая 1634      | 19 июля 1635                  | Михаил Фёдорович                                                                                   |  |
| Федор Лихачев | 21 сентября 1635 | 1 сентября 1643               | Михаил Фёдорович                                                                                   |  |
| Григорий Львов | 1 сентября 1643  | 27 декабря 1646               | Михаил Фёдорович, Алексей Михайлович                                                               |  |
| Назарий Чистой | 6 января 1647    | 2 июня 1648                   | Алексей Михайлович                                                                                 |  |
| Михаил Волошенинов | 4 июля 1648      | апрель 1653                   | Алексей Михайлович                                                                                 |  |
| Алмаз (Ерофей) Иванов | 28 сентября 1653 | 10 марта 1667                 | Алексей Михайлович                                                                                 |  |
| Ларион Лопухин и. о.начальника Приказа в отсутствие А.Иванова и в походной царской канцелярии                                   | 1653             | 1665                          | Алексей Михайлович                                                                                 |  |
| Афанасий Ордин-Нащокин | 15 июля 1667     | 21 февраля 1671               | Алексей Михайлович                                                                                 |  |
| Артамон Матвеев оберегатель посольских дел                                                                                      | 22 февраля 1671  | 3 июля 1676                   | Алексей Михайлович, Фёдор Алексеевич                                                               |  |
| Ларион Иванов врио начальника Посольского приказа с помощниками — дьяками В.Бобининым, Ем. Украинцевым, П.Долгово и Домниным.   | 4 июля 1676      | 21 декабря 1680               | Фёдор Алексеевич                                                                                   |  |
| Василий Волынский посольской печати оберегатель                                                                                 | 21 декабря 1680  | 6 мая 1681                    | Фёдор Алексеевич                                                                                   |  |
| Ларион Иванов и. о. начальника Посольского приказа.                                                                             | 6 мая 1681       | 15 мая 1682                   | Фёдор Алексеевич, Софья Алексеевна, Пётр I, Иван V                                                 |  |
| Василий Голицын с 1685 г.- государственных великих посольских дел оберегатель                                                   | 17 мая 1682      | 6 сентября 1689               | Софья Алексеевна, Пётр I, Иван V                                                                   |  |
| Емельян Украинцев с 1689 и. о., с 1697 — начальник Посольского приказа                                                          | 6 сентября 1689  | 19 апреля 1699                | Пётр I, Иван V                                                                                     |  |
| Лев Нарышкин заменял царя по всем иностранным делам в его отсутствие и управлял Приказом (Коллегией) в отсутствие Ф.Головина    | 1697 — 1699      | 1702 — 1705                   | Пётр I                                                                                             |  |
| Фёдор Головин | 18 февраля 1700  | 2 августа 1706                | Пётр I                                                                                             |  |
| Пётр Шафиров | сентябрь 1706    | 1708                          | Пётр I                                                                                             |  |
| Гаврила Головкин | 1708             | 15 декабря 1717               | Пётр I, Екатерина I, Пётр II, Анна Иоанновна                                                       |  |
| Коллегия иностранных дел |                  |                               | |  |
| Гаврила Головкин | 15 декабря 1717  | 20 января 1734                | Пётр I, Екатерина I, Пётр II, Анна Иоанновна                                                       |  |
| Генрих Остерман | 1734             | 1740                          | Анна Иоанновна                                                                                     |  |
| Алексей Черкасский | 10 ноября 1740   | 4 ноября 1742                 | Иван VI                                                                                            |  |
| Алексей Бестужев-Рюмин | 4 ноября 1742    | 15 февраля 1758               | Елизавета Петровна                                                                                 |  |
| Михаил Воронцов | 23 ноября 1758   | 27 октября 1763               | Елизавета Петровна, Пётр III                                                                       |  |
| Никита Панин | 27 октября 1763  | 10 апреля 1781                | Екатерина II                                                                                       |  |
| Иван Остерман | 10 апреля 1781   | 2 мая 1797                    | Екатерина II                                                                                       |  |
| Александр Безбородко | 2 мая 1797       | 6 апреля 1799                 | Павел I                                                                                            |  |
| Фёдор Ростопчин | 6 апреля 1799    | 20 февраля 1801               | Павел I                                                                                            |  |
| Никита Панин | 23 марта 1801    | 30 сентября 1801              | Александр I                                                                                        |  |
| Виктор Кочубей | 30 сентября 1801 | 8 сентября 1802               | Александр I                                                                                        |  |
| Министерство иностранных дел Российской империи                                                                                 |                  |                               | |  |
| Александр Воронцов | 8 сентября 1802  | 16 января 1804                | Александр I                                                                                        |  |
| Адам Ежи Чарторыйский | 16 января 1804   | 17 июня 1806                  | Александр I                                                                                        |  |
| Андрей Будберг | 17 июня 1806     | 30 августа 1807               | Александр I                                                                                        |  |
| Николай Румянцев | 12 февраля 1808  | 1 августа 1814                | Александр I                                                                                        |  |
| Иван Вейдемейер как управляющий Коллегией Иностранных дел                                                                       | 1 августа 1814   | 21 августа 1816               | Александр I                                                                                        |  |
| Иоанн Каподистрия как статс-секретарь управлял Министерством вместе с К. Нессельроде                                            | 21 августа 1816  | 8 августа 1822                | Александр I                                                                                        |  |
| Карл Нессельроде статс-секретарь Министерства с 1816 по 1822                                                                    | 1822             | 15 апреля 1856                | Александр I, Николай I                                                                             |  |
| Александр Горчаков | 27 апреля 1856   | 9 апреля 1882                 | Александр II                                                                                       |  |
| Николай Гирс | 9 апреля 1882    | 26 января 1895                | Александр III                                                                                      |  |
| Алексей Лобанов-Ростовский | 18 марта 1895    | 30 августа 1896               | Николай II                                                                                         |  |
| Николай Шишикин | 1 сентября 1896  | 13 января 1897                | Николай II                                                                                         |  |
| Михаил Муравьёв | 13 января 1897   | 8 июня 1900                   | Николай II                                                                                         |  |
| Владимир Ламсдорф | 6 января 1901    | 11 мая 1906                   | Николай II                                                                                         |  |
| Александр Извольский | 11 мая 1906      | 27 сентября 1910              | Николай II                                                                                         |  |
| Сергей Сазонов | 8 ноября 1910    | 7 июля 1916                   | Николай II                                                                                         |  |
| Борис Штюрмер | 7 июля 1916      | 10 ноября 1916                | Николай II                                                                                         |  |
| Николай Покровский | 30 ноября 1916   | 4 марта 1917                  | Николай II                                                                                         |  |
| Павел Милюков | 2 марта 1917     | 1 мая 1917                    | Временное правительство (первый состав, председатель Георгий Львов)                                |  |
| Михаил Терещенко | 5 мая 1917       | 29 октября 1917               | Временное правительство (второй и третий составы, председатели Георгий Львов, Александр Керенский) |  |
| Иван Сукин | декабрь 1918     | 3 декабря 1919                | Российское правительство, (председатель Виктор Пепеляев)                                           |  |
| Сергей Третьяков | 3 декабря 1918   | 4 января 1920                 | Российское правительство, (председатель Виктор Пепеляев)                                           |  |
| Народный комиссариат по иностранным делам РСФСР (независимое государство)                                                       |                  |                               | |  |
| Лев Троцкий | 8 ноября 1917    | 13 марта 1918                 | Владимир Ленин                                                                                     |  |
| Георгий Чичерин | 9 апреля 1918    | 6 июля 1923                   | Владимир Ленин                                                                                     |  |
| Народный комиссариат по иностранным делам СССР                                                                                  |                  |                               | |  |
| Георгий Чичерин | 6 июля 1923      | 21 июля 1930                  | Владимир Ленин, Иосиф Сталин                                                                       |  |
| Максим Литвинов | 21 июля 1930     | 3 мая 1939                    | Иосиф Сталин                                                                                       |  |
| Вячеслав Молотов | 3 мая 1939       | 15 марта 1946                 | Иосиф Сталин                                                                                       |  |
| Министерство иностранных дел СССР                                                                                               |                  |                               | |  |
| Вячеслав Молотов | 19 марта 1946    | 4 марта 1949                  | Иосиф Сталин                                                                                       |  |
| Андрей Вышинский | 4 марта 1949     | 5 марта 1953                  | Иосиф Сталин                                                                                       |  |
| Вячеслав Молотов | 5 марта 1953     | 1 июня 1956                   | Никита Хрущёв                                                                                      |  |
| Дмитрий Шепилов | 1 июня 1956      | 15 февраля 1957               | Никита Хрущёв                                                                                      |  |
| Андрей Громыко | 15 февраля 1957  | 2 июля 1985                   | Никита Хрущёв, Леонид Брежнев, Юрий Андропов, Константин Черненко, Михаил Горбачев                 |  |
| Эдуард Шеварднадзе | 2 июля 1985      | 20 декабря 1990               | Михаил Горбачёв                                                                                    |  |
| Александр Бессмертных | 15 января 1991   | 28 августа 1991               | Михаил Горбачёв                                                                                    |  |
| Борис Панкин | 28 августа 1991  | 18 ноября 1991                | Михаил Горбачёв                                                                                    |  |
| Министерство внешних сношений СССР                                                                                              |                  |                               | |  |
| Эдуард Шеварднадзе | 19 ноября 1991   | 26 декабря 1991               | Михаил Горбачёв                                                                                    |  |
| Народный комиссариат по иностранным делам РСФСР (Союзная республика)                                                            |                  |                               | |  |
| Анатолий Лаврентьев | 8 марта 1944     | 13 марта 1946                 | Николай Шверник                                                                                    |  |
| Андрей Смирнов Заместитетель народного комиссара иностранных дел РСФСР, де-факто и.о. народного комиссара иностранных дел РСФСР | 13 марта 1946    | 15 марта 1946                 | Николай Шверник                                                                                    |  |
| Министерство иностранных дел РСФСР                                                                                              |                  |                               | |  |
| Андрей Смирнов Заместитель министра иностранных дел РСФСР, де-факто и. о. министра иностранных дел РСФСР                        | 15 марта 1946    | 18 апреля 1949                | Николай Шверник, Иван Власов                                                                       |  |
| Михаил Яковлев | 16 апреля 1959   | 5 августа 1960                | Николай Игнатов, Николай Органов                                                                   |  |
| Сергей Лапин | 5 сентября 1960  | 20 января 1962                | Николай Органов                                                                                    |  |
| Михаил Меньшиков | 1 февраля 1962   | 11 сентября 1968              | Николай Органов, Николай Игнатов, Михаил Яснов                                                     |  |
| Алексей Родионов | 11 сентября 1968 | 7 мая 1971                    | Михаил Яснов                                                                                       |  |
| Фёдор Титов | 7 мая 1971       | 28 мая 1982                   | Михаил Яснов                                                                                       |  |
| Владимир Виноградов | 28 мая 1982      | 14 июля 1990                  | Михаил Яснов, Владимир Орлов,Виталий Воротников, Борис Ельцин                                      |  |
| Андрей Козырев | 11 октября 1990  | 25 декабря 1991               | Борис Ельцин                                                                                       |  |
| Министерство иностранных дел Российской Федерации                                                                               |                  |                               | |  |
| Андрей Козырев | 25 декабря 1991  | 5 января 1996                 | Борис Ельцин                                                                                       |  |
| Евгений Примаков | 10 января 1996   | 11 сентября 1998              | Борис Ельцин                                                                                       |  |
| Игорь Иванов | 30 сентября 1998 | 9 марта 2004                  | Борис Ельцин, Владимир Путин                                                                       |  |
| Сергей Лавров | 9 марта 2004     | Действующий                   | Владимир Путин, Дмитрий Медведев, Владимир Путин                                                   |  |

Дольше всех за всю историю страны в должности пребывали: Карл Нессельроде — 39 лет, Андрей Громыко — 28 лет, Александр Горчаков — 26 лет, Сергей Лавров — 21 год, Никита Панин — 17,5 лет.